# Calwell
Calwell a főváros, Canberra egyik elővárosa, Tuggeranong kerületben. Lakóinak száma 5929 (2006) Tuggeranong Hill délnyugatról, Tuggeranong pedig északról határolja. Calwell közel fekszik a Monaro főútvonalhoz, amely közvetlen elérést biztosít számára Canberrába és Coomába.
A település utcái megtekinthetők a Google Street View (Utcakép) szolgáltatással.

## Történelme

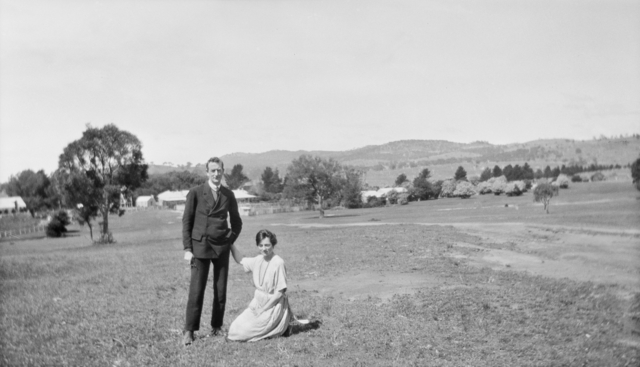
Charles Bean és felesége, Effie, Tuggeranong Station földjén 1919-1925 közt.

Az előváros a munkáspárti politikus, Arthur Augustus Calwell után kapta nevét( 1896-1973). 1975. augusztus 5-én alapították. Az előváros utcáit híres politikusokról nevezték el. Az Outtrim Avenue a Johnson drive és a Calwell Shopping Center közt, Alfred Richard Outtrim-ről lett elnevezve, aki Maryboroughot képviselte 1885-től 1920-ig.

## Fontosabb helyek

### Calwell Centre
A Calwell Centre Webber Crescentben található az előváros északi részén. A központ az 1990-es években fejlődött leginkább amikor a környék települései: Calwell, Richardson, Theodore és Isabella Plains is hozzátartoztak.

### Oktatási intézmények
Állami intézmények
- Calwell High School (1990-ben nyílt meg)
- Calwell Primary School (1989-ben nyílt meg)

Nem állami intézmény:
- St. Francis of Assissi Primary School

### Vallási intézmények
- St Mary in the Valley Anglican Parish Centre
- Alliance Church Tuggeranong

## Földrajza
A Deakin vulkán vulkanikus kőzetei találhatóak meg itt, melyek a szilur korszakból származnak.

## Fordítás
Ez a szócikk részben vagy egészben  a   Calwell, Australian Capital Territory című angol Wikipédia-szócikk ezen változatának fordításán alapul.  Az eredeti cikk szerkesztőit annak laptörténete sorolja fel. Ez a jelzés csupán a megfogalmazás eredetét és a szerzői jogokat jelzi, nem szolgál a cikkben szereplő információk forrásmegjelöléseként.